# قائمة نيويورك تايمز لأكثر الكتب مبيعا

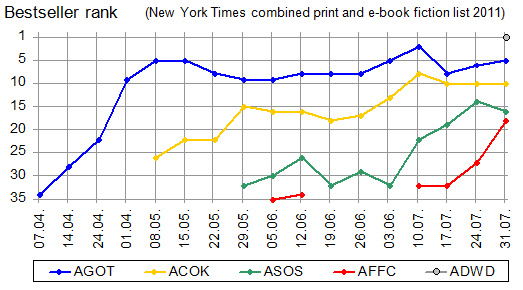

تعتبر قائمة نيويورك تايمز لأكثر الكتب مبيعا بشكل واسع القائمة البارزة لأكثر الكتب مبيعا في الولايات المتحدة الأمريكية. تصدر أسبوعيا في مراجعة كتب نيويورك تايمز، وقد بدأت تصدر في التايمز منذ 12 أكتوبر 1931.

## تاريخ
على الرغم من أن أول قائمة لأفضل الكتب مبيعًا في أمريكا نُشرت عام 1895 في مجلة بوكمان، إلا أن قائمة أفضل الكتب مبيعًا لم تُنشر في صحيفة نيويورك تايمز حتى 12 أكتوبر 1931، أي بعد 36 عام، دون ضجة كبيرة.وقد أدرجت القائمة خمسة كتب روائية وأربعة كتب غير روائية لمدينة نيويورك فقط. في الشهر التالي، وُسِّعت القائمة لتشمل ثماني مدن، لكل منها قائمتها الخاصة. وبحلول أوائل أربعينيات القرن العشرين، أُدرجت 14 قائمة مدن. وفي 9 أبريل 1942، أُنشئت قائمة وطنية في مجلة "ذا صنداي نيويورك تايمز بوك ريفيو" كملحق لقوائم المدن العادية الصادرة يوم الاثنين. صُنفت القائمة الوطنية وفقًا لعدد مرات ظهور الكتاب في قوائم المدن. في النهاية، أُلغيت قوائم المدن، ولم يبقَ سوى قائمة التصنيف الوطنية، التي جُمعت وفقًا "لتقارير من كبار بائعي الكتب في ٢٢ مدينة". يستمر تصنيف الكتب حسب أرقام مبيعات بائعي الكتب حتى يومنا هذا، على الرغم من أن العملية ظلت ملكية.
بحلول خمسينيات القرن العشرين، أصبحت قائمة صحيفة التايمز هي القائمة الرائدة للكتب الأكثر مبيعًا التي يتابعها متخصصو الكتب، إلى جانب قائمة بابليشرز ويكلي. في الستينيات والسبعينيات القرن العشرين، برزت سلاسل المكتبات التجارية بي. دالتون، وكراون بوكس ‏، ووالدن بوكس ‏، من خلال نموذج أعمالها القائم على بيع الكتب الأكثر مبيعًا المنشورة حديثًا والتي تحظى باهتمام واسع النطاق. وقد استخدمت هذه المكتبات مكانة الكتب الأكثر مبيعًا لتسويقها، وليس فقط كمقياس للمبيعات، مما زاد من التركيز على قائمة نيويورك تايمز لدى قراء الكتب وبائعيها.

## التعبير
قام محررو قسم "استطلاعات الأخبار" بتجميع القائمة، وليس قسم مراجعات الكتب في صحيفة نيويورك تايمز، حيث تُنشر. وتستند القائمة إلى تقارير مبيعات أسبوعية مستقاة من عينات مختارة من المكتبات المستقلة وسلاسل المكتبات وتجار الجملة في جميع أنحاء الولايات المتحدة. ويُعتقد على نطاق واسع أن أرقام المبيعات تُمثل الكتب التي بيعت فعليًا بالتجزئة، وليس بالجملة، حيث تُجري صحيفة نيويورك تايمز استطلاعات رأي لبائعي الكتب في محاولة لتعكس بشكل أفضل ما يشتريه المشترون الأفراد. وُضعت علامة خنجر على بعض الكتب، مما يشير إلى استلام عدد كبير من الطلبات بالجملة من قبل مكتبات التجزئة.
ذكرت صحيفة نيويورك تايمز عام 2013 أننا "لا نتتبع [عمومًا] مبيعات الأدب الكلاسيكي"، وبالتالي، على سبيل المثال، لن يتم العثور على ترجمات جديدة لكتاب "جحيم دانتي Dante's Inferno" في قائمة الكتب الأكثر مبيعًا.
تُصنّف الطريقة الدقيقة لتجميع البيانات المُستقاة من بائعي الكتب كسرٍّ تجاري. أوضح غريغوري كاولز، محرر قسم مراجعة الكتب، أن هذه الطريقة "سرّية لحماية منتجنا وللتأكد من عدم قدرة الناس على محاولة التلاعب بالنظام. حتى في مراجعة الكتب نفسها، لا نعرف الأساليب الدقيقة (لقسم استطلاعات الأخبار)". عام 1992 شمل المسح أكثر من 3000 مكتبة، بالإضافة إلى "تجار جملة ممثلين لأكثر من 28000 منفذ بيع بالتجزئة، بما في ذلك متاجر متنوعة ومحلات سوبر ماركت". وبحلول عام 2004، بلغ العدد 4000 مكتبة، بالإضافة إلى عدد غير مُعلن من تجار الجملة. عُدّلت البيانات لإعطاء وزن أكبر لمتاجر الكتب المستقلة، التي لم تُمثّل تمثيلاً كافياً في العينة.
تُقسّم القوائم إلى كتب خيالية وغير خيالية، وكتب مطبوعة وإلكترونية، وكتب ورقية وغير ورقية؛ وتحتوي كل قائمة على 15 إلى 20 عنوان. قُسِّمت القوائم عدة مرات. ظهرت قائمة "النصائح، والإرشادات، والمتفرقات" لأول مرة كقائمة من خمسة كتب في 1 يناير 1984. أُنشئت هذه القائمة لأن كتب النصائح الأكثر مبيعًا كانت تطغى أحيانا على قائمة الكتب غير الخيالية العامة. كان كتاب "الجسم الرئيسي" للكاتبة فيكتوريا برينسيبال، الذي تصدّر القائمة لأول مرة، قد احتلّ المركزين العاشر والثاني عشر على قائمتي الكتب غير الخيالية للأسبوعين السابقين. في يوليو 2000، أُنشئت قائمة "أفضل كتب الأطفال مبيعًا" بعد أن حافظت سلسلة هاري بوتر على صدارة قائمة الكتب الخيالية لفترة طويلة. كانت قائمة الأطفال تُطبع شهريًا حتى 13 فبراير 2011، حين تغيّرت إلى إصدار واحد (أسبوعيًا). في سبتمبر 2007، قُسِّمت قائمة كتب الغلاف الورقي إلى قسمين: قسم "تجاري" و"عام"، وذلك لزيادة وضوح الكتب الورقية التجارية التي كانت أكثر قراءةً من قِبل الصحيفة نفسها. في نوفمبر 2010، أعلنت صحيفة نيويورك تايمز أنها ستتتبّع قوائم الكتب الإلكترونية الأكثر مبيعًا في مجالي الروايات والكتب غير الروائية بدءًا من أوائل عام 2011. "ستُوفّر شركة رويالتي شير، وهي شركة مقرها سان دييغو تُتتبّع البيانات وتُجمّع معلومات المبيعات للناشرين، بيانات الكتب الإلكترونية". نُشرت قائمتا الكتب الإلكترونية الجديدتان لأول مرة مع عدد 13 فبراير 2011، حيث تُركّز الأولى على مبيعات الكتب المطبوعة والإلكترونية مجتمعةً، بينما تُركّز الثانية على مبيعات الكتب الإلكترونية فقط (تُقسّم القائمتان إلى قسمين فرعيين: الروايات والكتب غير الروائية). بالإضافة إلى ذلك، نُشرت قائمة جديدة ثالثة على الإنترنت فقط، تُركّز على مبيعات الكتب المطبوعة مجتمعةً (الكتب ذات الغلاف الورقي والمقوّى) في مجالي الروايات والكتب غير الروائية. في 16 ديسمبر 2012، تم تقسيم قائمة كتب فصول الأطفال إلى قائمتين جديدتين: كتب المرحلة المتوسطة (من سن 8 إلى 12 عام) وكتب الشباب (من سن 12 إلى 18 عام)، وكلاهما يتضمن المبيعات عبر جميع المنصات (النسخة الصلبة والورقية والنسخة الإلكترونية).

## الاستوديوهات
يشير تحليل أجرته كلية ستانفورد للأعمال إلى أن "غالبية مشتري الكتب يستخدمون قائمة التايمز كمؤشر على ما يستحق القراءة". وخلصت الدراسة إلى أن الكُتّاب الأقل شهرة يستفيدون أكثر من وجودهم في القائمة، بينما لا يرى المؤلفون الأكثر مبيعًا باستمرار، مثل جون غريشام أو دانيال ستيل، أي فائدة من زيادة مبيعات كتبهم.

## انظر ايضا
- قائمة نيويورك تايمز للروايات الأكثر مبيعا
- Lists of The New York Times Manga Best Sellers
- نادي أوبرا للقراءة
- قائمة الناشرين قائمة الأسبوعية لأفلام الأكثر مبيعاً في الولايات المتحدة  [لغات أخرى]‏

## روابط خارجية
- The New York Times Best Sellers (current) – back to June 2008
- The New York Times Best Sellers (historical) – back to 1931
- Previous fiction #1 best sellers
- Previous nonfiction #1 best sellers